# 香蕉郡政府
香蕉郡（英語：Shire of Banana）是澳大利亞昆士蘭州的地方政府。